# 荻江節
荻江節（おぎえ-ぶし）は、長唄を母体として発達してきた三味線音楽の一種。現在では一中節・河東節・宮薗節と並んで「古曲」と総称される。1993年（平成5年）4月15日に国の重要無形文化財に指定された。現在では「荻江節保存会」を中心として活動する。

## 歴史
初代荻江露友（本名千葉新七、？～1787年）は弘前藩に仕えた武家の出身と伝えられる。長唄唄方初代松島庄五郎に入門して、明和三年（1766年）ごろから江戸市村座で立唄をつとめ、中村座の冨士田吉次とともに名人として知られた。明和五年（1768年）に舞台を退いて後は吉原を中心とする座敷芸として活動し、次第に芸風が本来の長唄から離れて独自のものとなったため、一流を成して「荻江節」と呼ばれるようになった。
安永年間に初代の門弟・有田栄橘が二世露友を襲うが、二世および三世露友の事蹟はつまびらかにしない。座敷芸として好事家の間で好まれたものだけに、早くに流れが細いものとなり、近世後期には芸系も途絶えがちであったらしい。しかし幕末になるとようやく吉原の玉屋山三郎などを中心に荻江節の復興が行われるようになった。明治時代に入ると深川の材木問屋近江屋喜左衛門が四世露友（1836年 - 1884年）を継いで（1875年）、長唄の影響を脱し、上方地唄の曲目を取り入れるなど、荻江節の発展と芸風の確立に大きく寄与した。四世の没後は高弟柳原ひさ・うめの姉妹が中心となって活動し、1956年に前田すゑ（前田青邨夫人）が五世露友となった。現在では宗家露友の名跡は不在で、荻江寿友が初代・二代と家元を継承している。

## 特色
一中節などとあわせて古曲と総称されるが、発生の経緯からもわかるように歌物である。唄が中心となって三味線を引っ張る傾向があるのは長唄に由来する性格をよく示すものであろう。芸風は長唄に比べて地味で渋く内省的。すがれた江戸情緒をよく示す音曲と言われる。長唄と異なり、囃子を使わない。代表的な曲目には「八島」「鐘の岬」「深川八景」などがあるが、これらはいずれも四世露友が地唄から移入したり新作したもので、初代以来の曲目としては「金谷丹前」「分身草摺」など。

## 現況
長らく吉原における座敷芸として発達してきたため、芝居の地方として活動することもなく、現在では専門の古曲鑑賞会や日本舞踊の地方以外には聞く機会がなく、盛んとは言えない。
昭和40年代ぐらいまでは清元などのように富裕層の旦那衆が稽古することもあったが、現在では他流の演奏家が兼職するために稽古する以外、一般的なお稽古事としても盛んではない。

## 重要無形文化財
荻江節の指定要件は「荻江節保存会会員が立唄、立三味線を演奏するものであること」である。

## 保持者
括弧内は芸名
- 原田綾子（荻江あや）
- 小林峯子（荻江せつ）
- 佐藤知香子（荻江ちか）
- 菊池フミ（荻江ゆう子）
- 奥田治子（荻江祥）
- 土屋秀子（荻江ひで子）
- 斎藤俊（荻江貞）
- 遠藤康子（荻江康）

## 荻江節保存会
- 代表： 荻江ちか
- 団体住所： 東京都中央区銀座8―6―3　新橋会館内　財団法人古曲会

## 現行曲
- 長唄から移曲　式三番叟、稲舟、小町 (荻江節)、喜撰 (荻江節)、高尾懺悔、現在道成寺、金谷丹前[1][2]、水仙丹前、紅葉賀 (荻江節)、分身草摺引、百夜車
- 地歌より移曲　鐘の岬、八島 (荻江節)、夜半楽、山姥 (荻江節)
- 吉原仁和賀（にわか）のとき作曲　松 (荻江節)、竹 (荻江節)、梅 (荻江節)、紅葉狩 (荻江節)
- その他　荻の流、四季の栄、深川八景、短夜